# Toe (밴드)
토(toe)는 2000년에 결성된 일본의 포스트 록 밴드이다. 노래는 기악곡이 많지만, 샤카좀비 (Shakkazombie)의 오스미, 클램본의 하라다 이쿠코 등이 게스트 보컬로 참가한 곡도 있다. 또, 두 번째 EP 《New Sentimentality》에서는 기타를 맡고있는 야마자키가 보컬을 맡은 곡도 있다.
드러머인 가시쿠라는 토 외에 하이에이터스 (The Hiatus)의 구성원으로도 활동 중이며, 기타 연주자인 야마자키는 공간 디자이너로 활동 중이며, 2007년에 방송된 드라마 《라이프》의 음악 작가로도 활동했다. 다른 기타연주자인 미노 타카시는 인디 밴드들의 엔지니어 및 프로듀싱을 하고 있는데 그가 참여한 밴드는 Lite, Spangle Call Lilli line 등이 있다.
- toe 이전에 가시쿠라와 미노는 Reach라는 펑크밴드를 했었는데 펑크밴드답지 않은 교묘한 음악성으로 일본펑크의 이단아라 불렸다고 한다.

- 야마네와 야마자기는 dove라는 이모코어 밴드에 있었는데 야마자키는 보컬까지 맡았다. dove는 초기 엔비에 가까운 스크리모 밴드였고 재밌는 것은 현재 Envy의 드러머인 다이코쿠씨가 당시 dove의 드러머였다.

- 드러머 가시쿠라는 커스텀 드럼으로 유명한 캐노퍼스 드럼의 공식 엔도져이자 프로마크 스틱의 엔도져이기도 하다.

## 음반 목록

### 정규 음반
- 《The Book About My Idle Plot on a Vague Anxiety》 (2005년)
- 《For Long Tomorrow》 (2009년)
- 《Hear You》 (2015년)

### 싱글 음반
- 《songs, ideas we forgot》 (2002년)
- 《pele/toe split CD》 (2002년)
- 《Re:designed》 (2003년)
- 《New Sentimentality》 (2006년)

### DVD
- 《RGB DVD》 (2005년)
- 《Cut_DVD》 (2010년)